# Anisophyllea globosa
Anisophyllea globosa är en tvåhjärtbladig växtart som beskrevs av L. Madani. Anisophyllea globosa ingår i släktet Anisophyllea och familjen Anisophylleaceae. Inga underarter finns listade i Catalogue of Life.